# Tiburzio Spannocchi
Tiburcio Spannocchi, también conocido como Espanoqui, Espanochio, Espanochi, Fra Tiburcio, Tribulcio Hispanochi e Hispanoqui, (Siena, Siena, 1541 – Madrid, España, c. 1606) fue un ingeniero militar sienés al servicio del Rey de España, emparentado con el Papa Paulo V.
Hijo de una noble familia de la Toscana, estuvo al servicio de los Estados Pontificios, sirviendo en la flota que mandaba Marco Antonio Colonna. Al ser elevado este al rango de Virrey de Sicilia, le acompañó a la isla en 1575. En 1578 fue enviado a España como ingeniero militar en respuesta a una petición de la Corte que reclamaba a sus virreyes y gobernadores el envío a la península de personal con cualificación en materia de fortificaciones.
En 1580, una vez calificado, fue destinado a Fuenterrabía en trabajos de inspección de las fortificaciones guipuzcoanas. Aunque residió durante un largo tiempo en la zona y en ella desarrolló las fortificaciones de Fuenterrabía, Guetaria, Pasajes y San Sebastián, sus conocimientos le permitieron desarrollar distintos trabajos.
De ellos destacan las trazas para la construcción de fuertes en el estrecho de Magallanes (1581), obra que finalmente no se llevó a cabo por falta de presupuesto; por encargo de Felipe II realizó la descripción y planta de Aranjuez y la preparación de la flota real con destino a las islas Azores para la defensa de las mismas frente a los franceses, así como el posterior informe de detalle de las mismas para su fortificación (1582-1583); una ciudadela (no construida), aduana, almacén de municiones y la fortificación de Cádiz (1587); y la visita e informe de la ciudad de Sevilla. Además de la aprobación del plan de fortificaciones del Caribe realizado por Bautista Antonelli (consecuencia de ello fue el fuerte en Punta del Judío, Cartagena de Indias) (1588); fortificación de La Coruña (con el castillo de San Antón), Ferrol (castillo de San Felipe) y la ría de Betanzos (1589); fortificación de la Aljafería de Saraqusta en Zaragoza la descripción del Valle de Arán y la ciudadela de Jaca para la protección de Aragón (1592) y la Trascripción del Reconocimiento de Gibraltar y Tarifa (1603).
Realizó también algunas obras civiles y destacó por el prolijo número de planos y maquetas que elaboró a lo largo de su vida (muchos de ellos conservados en la Biblioteca Nacional de España y en el Museo del Ejército).
En 1582 fue cofundador, junto a Juan de Herrera, de la Cátedra de Mathemáticas y Arquitectura Militar bajo el patrocinio de Felipe II. También escribió varias obras de interés como Descripción de las Marinas de todo el Reino de Sicllia. Con otras importantes declaraciones notadas por el Cavallero Tiburcio Spanoqui del Abito de San Juan Gentilhombre de la Casa de su Magestad. Dirigido al Príncipe Filipe Nuestro Señor en el año de MDXCVI(1596) donde se hace un recorrido, no solo por el tema central, sino también por las costumbres y hábitos de Sicilia.
En 1601, gracias a la mediación del duque de Lerma, obtuvo el cargo de Ingeniero Mayor de los Reinos de España, lo que le otorgaba autoridad sobre todas las fortificaciones de la península y ultramar. Fue Caballero de la Orden de San Juan de Jerusalén.